# Самјуел Адамс
Самјуел Адамс (27. септембар 1722 — 2. октобар 1803) је био амерички државник, политички филозоф и отац оснивач Сједињених Држава. Био је политичар у колонијалном Масачусетсу, вођа покрета који је остао познат као Америчка револуција, потписник Декларације о независности и других оснивачких докумената и један од архитеката принципа америчког републиканизма који су обликовали политичку културу Сједињених Држава. Био је други рођак свог колеге оснивача, председника Џона Адамса.
Адамс је рођен у Бостону, одрастао у религиозној и политички активној породици. Дипломирао је на Харвард колеџу, био је неуспешан бизнисмен и порезник пре него што се концентрисао на политику. Био је утицајни званичник Представничког дома Масачусетса и Митинга града у Бостону 1760-их, и постао је део покрета који се супротстављао напорима британског парламента да опорезује британско-америчке колоније без њиховог пристанка. Његово циркуларно писмо из Масачусетса из 1768. позивајући на колонијалну несарадњу подстакло је окупацију Бостона од стране британских војника, што је на крају резултирало Бостонским масакром 1770. Адамс и његове колеге су 1772. године осмислили комитет дописног система како би помогли у координацији отпора ономе што је он видео као покушаје британске владе да прекрши британски устав на рачун колонија, који је повезивао истомишљенике Патриоте широм Тринаест колонија. Континуирани отпор британској политици резултирао је Бостонском чајанком 1773. и доласком Америчке револуције. Адамс је био активно укључен у колонијалне новине које су објављивале извештаје о колонијалним осећањима у вези са британском колонијалном владавином, која је била фундаментална у уједињењу колонија.
Парламент је донео Закон о принуди 1774. године, када је Адамс присуствовао Континенталном конгресу у Филаделфији који је сазван да координише колонијални одговор. Помогао је у усмеравању Конгреса ка издавању Континенталне асоцијације 1774. и Декларације о независности 1776. године, а помогао је и у изради Уговор о конфедерацији и сталној унији и Устав Масачусетса. Адамс се вратио у Масачусетс након америчке револуције, где је служио у државном сенату и где је на крају је изабран за гувернера.
Адамс је касније постао контроверзна личност у америчкој историји. Извештаји написани у 19. веку хвалили су га као некога ко је своје колеге колонисте усмеравао ка независности много пре избијања Револуционарног рата. Ово гледиште доведено је у питање негативним оценама Адамса у првој половини 20. века, углавном од стране британских историчара, у којима је приказан као мајстор пропаганде који је подизао грађански немир да би постигао своје циљеве. Међутим, према биографу Марку Пулсу, другачији приказ се појављује након разматрања Адамсових многих списа у вези са грађанским правима колониста, док су поменути „грађани“ били веома рефлексивна група људи инспирисана Адамсом који је аргументовано износио своје аргументи у памфлетима и новинама, без употребе емоционалне реторике.